# Parafia Wniebowstąpienia Pańskiego w Woli Rogowskiej
Parafia Wniebowstąpienia Pańskiego w Woli Rogowskiej – parafia rzymskokatolicka znajdująca się w diecezji tarnowskiej, w dekanacie Radłów.
Funkcję proboszcza od 10 sierpnia 2024 sprawuje ks. Krzysztof Olszak.

## Historia
Mieszkańcy Woli Rogowskiej od czasu zaborów uczęszczali do kościoła w Wietrzychowicach. Po II wojnie światowej zrodził się pomysł zbudowania własnej świątyni. W 1945 powołano komitet budowy kościoła i rozpoczęto budowę. Świątynię oddano do użytku w 1951.
Parafia została erygowana w 1971.